# George Ripley (trascendentalista)
George Ripley (Greenfield, 3 de octubre de 1802 - Nueva York, 4 de julio de 1880) fue ministro unitario, reformador social y periodista estadounidense emparejado con el trascendentalismo. Fue el fundador, junto a su esposa Sophia Ripley, de la efímera comunidad de Brook Farm.

## Biografía

### Primeros años
George Ripley nació en Greenfield (Massachusetts), donde su padre se había mudado desde Hingham que estaba en la zona de costa del mismo Estado. Su padre, Jerome, era un miembro destacado de la comunidad y regentaba una tienda y una taberna. George fue el noveno hijo de la familia.Su madre, una conservadora pariente de Benjamín Franklin, fue quien junto a las hermanas del propio George se dedicaron a su crianza.
Para prepararse para entrar en la Universidad le metieron en una academia privada de Hadley. Antes de entrar en la universidad pasó unos meses con Ezra Ripley, ministro de Concord y marido de la tía de Ralph Waldo Emerson.
Si bien el deseo de George Ripley era cursar sus estudios universitarios de teología en Yale, su padre que era unitario le mandó a asistir a la Harvard que por aquel entonces era conocida como el semillero del unitarismo liberal. Se graduó en la Escuela Teológica en 1826. Allí recibió la influencia de Levi Frisbie, misionero entre los Pùkuwànko y profesor de Teología natural. Bajo su influencia Ripley comenzó a interesarse en puntos de vista religiosos más "liberales". Al año siguiente se casaba con Sophia W. Dana.

### Ministro: Del unitarismo al trascendentalismo
El 8 de noviembre de 1826 es ordenado ministro en una iglesia en Boston donde se volvió en un referente. Díez años después  es cuando comienza a cuestionar las creencias tradicionales del unitarismo. En 1836 publica en el Christian Examiner, revista del cristianismo liberal e influyente en los movimientos unitarios y trascendentalistas, Schleiermacher as a Theologian (Schleiermacher como teólogo). En el artículo elogió el intento de Schleiermacher, para quien la forma de conocer a Dios por vía del sentimiento humano, de crear una "religión del corazón" basada en la intuición y la comunión personal con Dios. En un segundo artículo escribió una reseña de la obra del teólogo británico James Martineu, filósofo religioso unitario, The Rationale of Religion Inquiry (El fundamento de la investigación religiosa). En esa obra Martineu colocaba la autoridad de la Razón por encima de las Escrituras y decía del Nuevo Testamento que era «poco inspirado, pero veraz; sincero, capaz, vigoroso, pero falible». Esas afirmaciones hicieron que los unitarios lo tacharan de radical peligroso. Esto provocó una gran debate en los Estados Unidos. George Ripley ,favorable al cuestionamiento de Martineau de la exactitud histórica de las Escrituras frente a los conservadores, acusó a éstos de intolerancia religiosa al forzar la aceptación literal de los milagros como requisito para ser miembro de su Comunidad.

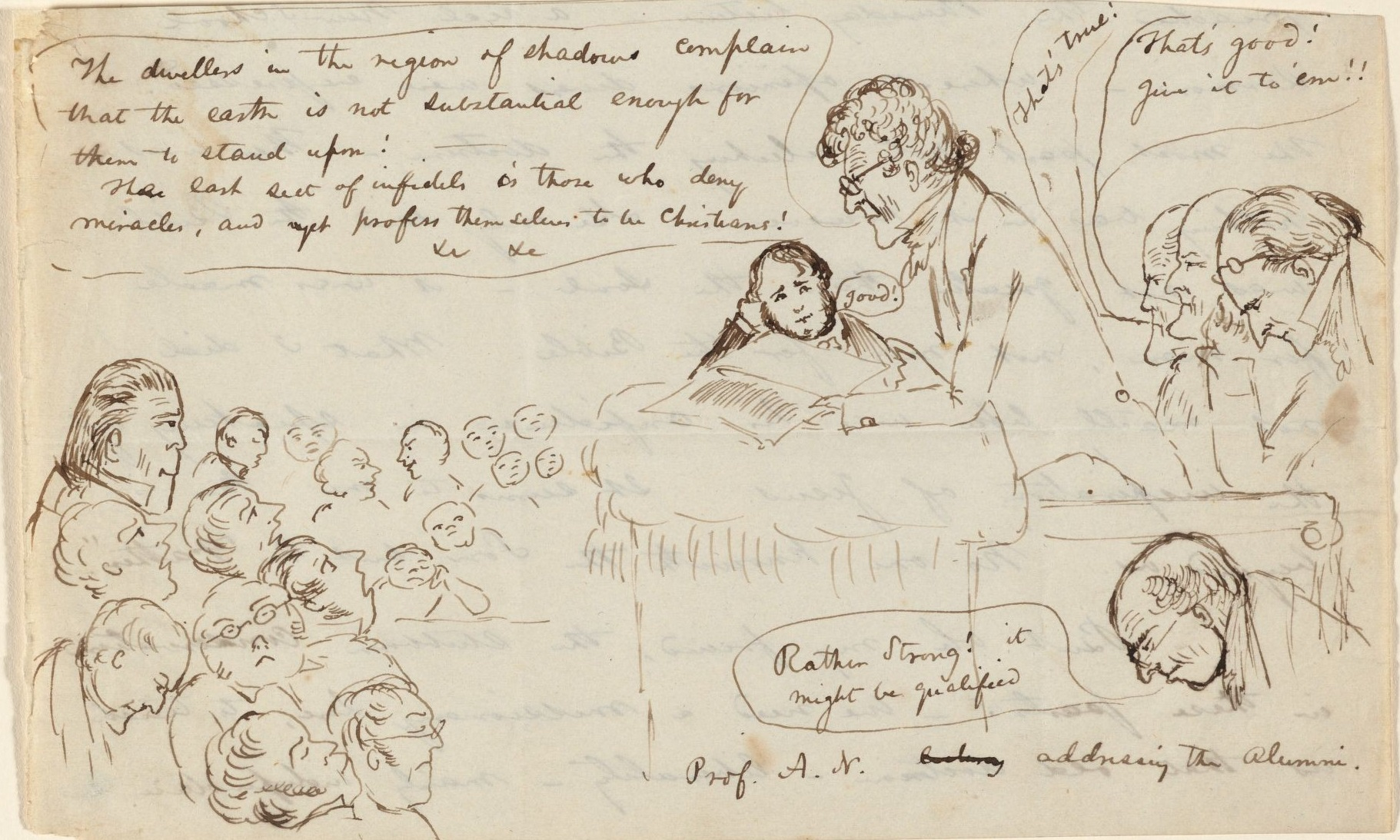
Caricatura de Andrews Norton atacando al trascendentalismo (Christopher Pearse Cranch, c. 1836–1838)

Andrews Norton, destacado teólogo y antiguo profesor de Ripley, comenzó estos debates, que durarían hasta 1840, publicando en el Boston Daily Advertiser una carta abierta en la que acusaba a Ripley de incompetencia. Ripley le contestó que insistir en la realidad de los milagros era exigir pruebas materiales de asuntos espirituales y que la fe no necesitaba tal confirmación. Norton y la corriente principal del unitarismo consideraron esto como una herejía. Se sentaban así las bases que llevaron a Ripley al trascendentalismo.

### Trascendental Club
En 1835 Frederic Henry Hedge, amigo íntimo de Ralph Waldo Emerson, se había convertido en ministro de la Iglesia congregacional Independiente en Bangor (Maine). La cercanía de ambos hizo que quedaran con asiduidad. En una de esas reuniones junto al ministro George Putnam discutieron sobre la creación de un club.
Diez días, el 18 de septiembre de 1836, tenía lugar en casa Ripley el primer encuentro oficial de lo que acabaría llamándose Trascendental Club. A la reunión acudieron  Amos Bronson Alcott, Convers Francis, James Freeman Clarke Orestes Brownson, Emerson y Hedge.. En futuras reuniones tomarían parte Caroline Sturgis Tappan, Christopher Pearse Cranch, Ellen Sturgis Hooper, Elizabeth Peabody, Henry David Thoreau, Jones Very, Margaret Fuller, Sylvester Judd, William Henry Channing y la mujer de Ripley.
Se reunían en los momentos en que Hedge podía viajar a Boston lo que llevó al apodo de "Hedge's Club". Terceras personas de modo despectivo lo llamaran  “Trascendental Club “.
Sobre el club Hedge escribiría: «No había ningún club en el sentido estricto... sólo reuniones ocasionales de hombres y mujeres con ideas afines», ganándose el apodo de "la hermandad de los afines'". En 1836, Ripley escribió una obra en catorce volúmenes titulada “Specimens of Foreign Standard Literature” (“Muestras de literatura extranjera estándar”) cuya finalidad era  demostrar la amplitud de los pensamientos trascendentales. 
Probablemente a partir de septiembre de 1840 no hubo más reuniones oficiales, aunque continuaron manteniendo correspondencia y asistiendo a las conferencias que daban sus miembros.
El club fue un lugar de encuentro para estos jóvenes pensadores y un terreno organizativo para su frustración idealista con el estado general de la cultura y la sociedad estadounidenses en ese momento, y en particular, el estado del intelectualismo en la Harvard y en la Iglesia Unitaria. 

### Abandono de la Iglesia
Con la especulación que dio lugar al Pánico de 1837 los ciudadanos comenzaron a criticar a las instituciones estatales.  Con este telón de fondo, Ripley pronunciaba un sermón titulado «Las tentaciones de los tiempos» en el que culpaba de la crisis a la búsqueda por parte del hombre  de la riqueza y el culto a ella. 
Tras ello, los propietarios de la iglesia pidieron a Ripley que evitara los temas controvertidos en sus sermones. Ripley contestó «Salvo que se espere que un ministro hable sobre todos los temas que le preocupan, sin temor a ser acusado de herejía o de comprometer los intereses de su Congregación, nunca podrá hacerse justicia a sí mismo, a su pueblo o a la verdad que está obligado a declarar». En mayo de 1840, ofreció su dimisión como ministro de la iglesia, pero lo convencieron para que siguiera. En octubre de ese mismo año leía una carta a la Iglesia Congregacional en Purchase Street en la que mostraba su descontento con el unitarismo en la que desligaba de la Iglesia y colgaba los votos. 

"No puedo presenciar las flagrantes desigualdades de condición, las huecas pretensiones del orgullo, la desdeñosa apatía con la que muchos instan a la postración del hombre, el ardiente celo con el que corren la carrera de la competencia egoísta, sin pensar en la elevación de sus hermanos. , sin la triste convicción de que el espíritu de Cristo casi ha desaparecido de nuestras iglesias, y que nos espera la terrible condena: «Por cuanto no lo habéis hecho a uno de estos más pequeños, a mí no lo habéis hecho». " 

### Brook Farm
A finales de la década de 1830, Ripley estaba cada vez más comprometido con el asociacionismo de corte socialista de Charles Fourier. A finales de 1840 anunció en el "Hedge's Club" su plan de formar una comunidad asociacionista basada en los planes utópicos de Fourier. Sus objetivos eran elevados. Como escribió: «Si se ejecuta sabiamente, será una luz sobre este país y esta época. Si no es el amanecer, será la estrella de la mañana».
En una carta a Emerson, George Ripley describió su visión original para la comunidad:

Nuestros objetivos, como ustedes saben, son asegurar una unión más natural entre el trabajo intelectual y el manual que la que existe actualmente; combinar al pensador y al trabajador[…] garantizar la más alta libertad mental, proporcionando a todos trabajo adaptado a sus gustos y talentos[…]eliminar la necesidad de servicios menores, abriendo los beneficios de la educación y las ganancias de trabajo para todos; y así preparar una sociedad de personas liberales, inteligentes y cultas, cuyas relaciones entre sí permitan una vida más sencilla y saludable que la que se puede llevar en medio de la presión de nuestra institución competitiva.

Ripley y su esposa formaron una sociedad anónima en 1841 junto con otros 10 inversores iniciales entre los que se encontraba Nathaniel Hawthorne. Cada acción se vendió por 500 dólares con la promesa del 5% de las ganancias a cada inversor. Las acciones daban derecho a voto pero ninguno sobre la producción de la granja. 
El lugar elegido para poner la granja fueron 170 acres de tierra al lado de un arroyo, de ahí su nombre, en West Roxbury. La idea inicial estaba basada en el trascendentalismo en la que se compaginará trabajo y ocio, pero en 1844 varios problemas financieros llevaron a la redacción de una nueva constitución más cercana al modelo fourierista. Para transformarse en una comunidad fourierista, Brook Farm tuvo que restar importancia al trabajo agrícola y centrarse en el desarrollo más industrial.   El propio Ripley se convirtió en un defensor del fourierismo y organizó convenciones en toda Nueva Inglaterra para hablar sobre la comunidad.
Brook Farm comenzó a colapsar a finales de 1845 cuando estalló una epidemia de viruela en la comunidad.  En agosto de 1847 cerraba la comunidad por numerosos problemas financieros.
La Comunidad duró sólo seis años y medio. Durante ese tiempo, ocupó un lugar importante en varios esfuerzos de reforma de mediados del siglo XIX, además del asociacionismo, el abolicionismo, los derechos de las mujeres y el movimiento obrero. 

### Periodista y escritor

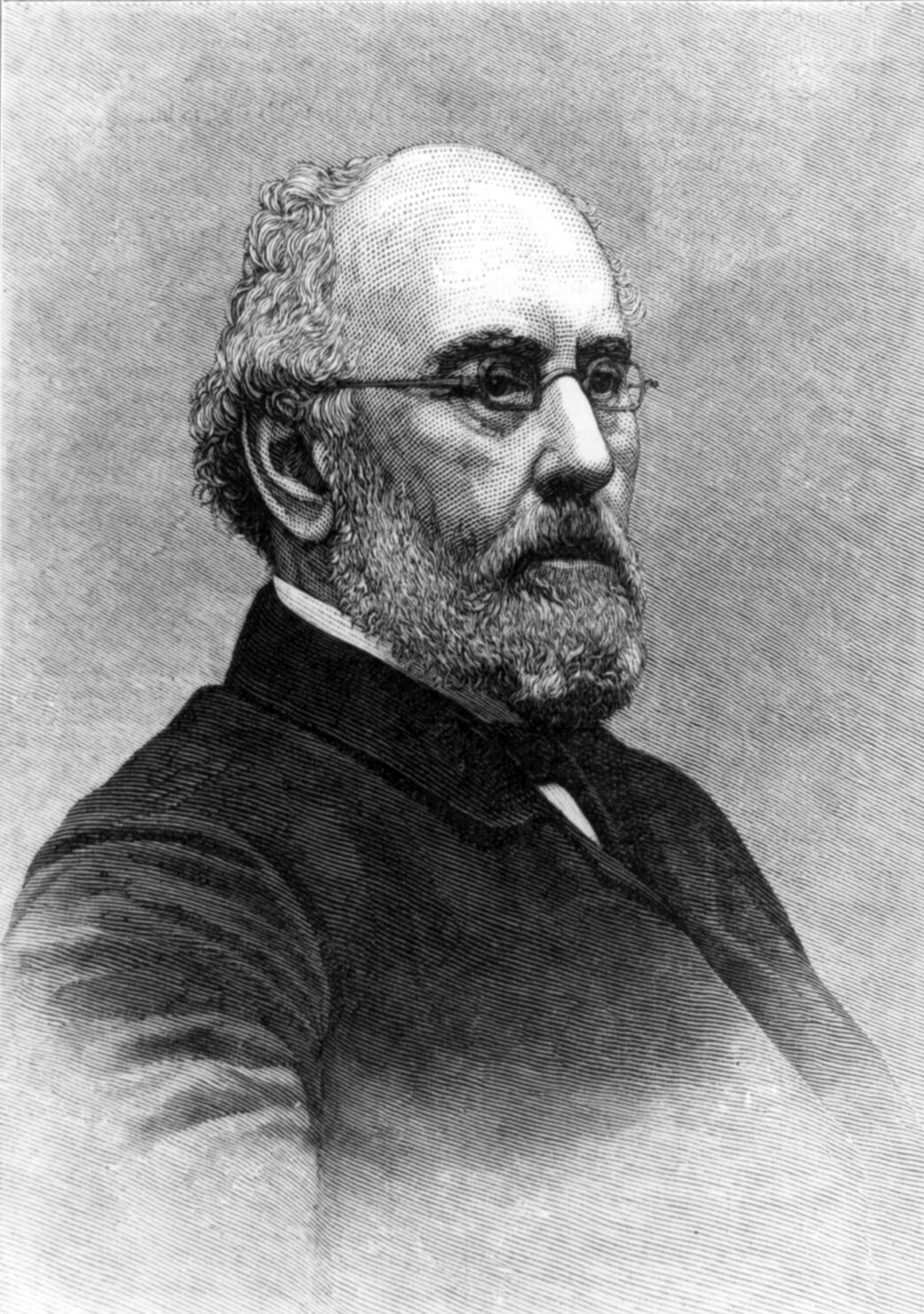
Grabado de Ripley (Autor desconocido)

Con el cierre de la comunidad que él había abandonado unos meses antes, su vida personal también se vio afectada. Además su esposa se había convertido al catolicismo en 1846 alentada por Orestes Brownson que había hecho lo propio . Fue entonces cuando comenzó a trabajar como periodista independiente. 
En 1849 fue contratado por Horace Greeley, defensor del fourierismo, para trabajar en el New York Tribune.. En el periódico se dedicó traducir comunicados de las noticias acaecidas en el extranjero, redactar noticias de la ciudad y a realizar críticas de libros. Ripley tuvo una gran reputación como crítico y fue calificado como uno de los críticos más importantes de su época.  
Entre sus críticas de libros destaca la realizada en 1860 a El origen de las especies de Charles Darwin con el que simpatizaba, pero era reacio a sus teorías. También fue editor del Harper's Magazine. 
En 1852 compiló junto a Bayard Taylor un Manual de Literatura y Bellas Artes. Con Charles A. Dana editó la obra en 16 volúmenes The New American Cyclopaedia (1857-1863).
A pesar de los esfuerzos de algunas personas para que escribiese sobre Filosofía de la Teología nunca lo hizo pues «hacía tiempo que había perdido [...] el interés inmediato por esa línea de especulación».

### Últimos años
George Ripley se volvió a casar con Louisa Sclossberger en 1865. Sofia Ripley había muerto cuatro años antes. Ripley formó parte de lo que se llamó Gilded Age. Se convirtió en una figura pública con reputación nacional y ayudó a establecer el Instituto Nacional de Literatura, Arte y Ciencia en 1869. Ripley fue encontrado muerto en su escritorio el 4 de julio de 1880, desplomado sobre su trabajo.